# 2e régiment de grenadiers à pied de la Garde impériale
Ne pas confondre avec le 2e régiment de grenadiers (Belgique)
Pour l'unité du Second Empire, voir Grenadiers de la Garde impériale (Second Empire).
Pour les articles homonymes, voir 2e régiment.
Le 2e régiment de grenadiers à pied de la garde impériale est une unité d'élite de l’armée napoléonienne. Il fait partie de la garde impériale.

## Historique du régiment
- 1806 : 2e régiment de grenadiers à pied de la garde impériale.
- 1809 : dissous et ses éléments sont incorporés au 1er régiment de grenadiers à pied de la garde impériale.
- 1810 : le régiment est reformé à partir du régiment de grenadiers de la garde royale hollandaise.
- 1811 : dissous.
- 1811 : reformé sous le nom de 2e régiment de grenadiers à pied de la garde impériale.
- 1814 : dissous et renommé corps royal des grenadiers de France.
- 1815 : reformé en tant que 2e régiment de grenadiers à pied de la garde impériale.

## Chefs de corps
- 1806 : Claude Étienne Michel
- 1808 : Louis Lonchamp
- 1810 : Ralph Dundas Tindal
- 1810 : Louis Harlet
- 1813 : Charles-Joseph Christiani
- 1815 : Charles-Joseph Christiani

## Campagnes et batailles
- 1806 : Campagne de Prusse et de Pologne
  - 14 octobre : Bataille d'Iéna
- 1812 : Campagne de Russie
  - Bataille de Krasnoï
- 1813 : Campagne d'Allemagne (1813)
  - Koenigsberg
  - Bataille de Dresde
  - 16-19 octobre : Bataille de Leipzig
- 1814 : Campagne de France :
  - 14 février 1814 : Bataille de Vauchamps
  - Bataille de Laon
  - Bataille de Paris
- 1815 :
  - Bataille de Ligny
  - Bataille de Waterloo

## Personnalités
- Louis Florimond Fantin des Odoards (1778-1866) alors capitaine puis chef de bataillon et major en second
- Hubert Vautrin (1764-1836) alors chef de bataillon

## Sources
Les armées durant les guerres napoléoniennes (en anglais)